# 廉哲雄
廉哲雄，中国科技大学生命科学院免疫所教授，主要从事肝脏免疫学、自身免疫性疾病等方面的研究工作。入选中华人民共和国教育部2009年度"长江学者"特聘教授、“百人计划”教授。